# 芸者小春姐さん奮闘記
『芸者小春姐さん奮闘記』（げいしゃこはるねえさんふんとうき）は、2005年から2009年までテレビ東京系「水曜ミステリー9」で放送された2時間ドラマ（テレビドラマ）のシリーズ。全6作。
東京・向島の花街で置屋兼料亭を切り盛りする女将・神無月小春が殺人事件の解決に奔走する。十朱幸代主演。

## キャスト

### 料亭「花乃屋」
神無月小春
演 - 十朱幸代（17歳期：北村佳織〔第3作〕）
向島の料亭「花乃屋」の3代目女将。
七重
演 - 磯野貴理（第5作・第6作）
料亭「花乃屋」の仲居長。
福豆
演 - 渋谷琴乃
料亭「花乃屋」の芸者。本名は滝沢菜々。
桃千代
演 - 坪井木の実
料亭「花乃屋」の芸者。本名は吉住加奈江。
彩乃
演 - 松尾あぐり（第1作 - 第5作） → 岡田明香（第6作）
料亭「花乃屋」の芸者。
鷹奴
演 - 金箱洋呼（第1作 - 第4作） → 松田実里（第5作・第6作）
料亭「花乃屋」の芸者。
若菜
演 - 野田よし子（第1作・第2作） → 深谷絵美（第5作） → 山本亜希子（第6作）
料亭「花乃屋」の芸者。
芸者
演 - 星野小百合（第3作・第4作）
料亭「花乃屋」の芸者。

### 銭湯「虎ノ湯」
笈川虎松
演 - 石倉三郎
銭湯「虎ノ湯」の主人。
安藤日出子
演 - 大島蓉子
銭湯「虎ノ湯」の従業員。

### 警視庁築地東警察署
矢崎辰雄
演 - 六平直政（第1作・第2作・第5作）
築地東警察署の警部。
大伴
演 - 小倉功（第1作 - 第4作）
築地東警察署の刑事。矢崎の部下。
種田
演 - 新井政男（第1作 - 第4作）
築地東警察署の刑事。矢崎の部下。

### 料亭「杉野家」
雛子
演 - 井上晴美（第1作・第2作）
料亭「杉野家」の芸者。本名は安永雛子。
染子
演 - 越智静香（第3作・第4作）
料亭「杉野家」の芸者。
蝶々
演 - 山本亜希子（第1作 - 第3作）
料亭「杉野家」の芸者。
波路
演 - 長井槇子（第1作・第2作）
料亭「杉野家」の芸者。
あんこ
演 - 庄司麻衣（第2作・第3作）
料亭「杉野家」の芸者。
芸者
演 - 深谷絵美（第3作・第4作）
料亭「杉野家」の芸者。

### ゲスト
第1作「向島血文字殺人事件」（2005年）
- 夢丸（檜山の愛人・本名は緒形真理子） - 若村麻由美
- 相良響子（「花乃屋」新米芸者） - 遠野凪子
- 檜山壮輔（「花乃屋」常連客・弁護士） - 寺泉憲
- 緒形徹夫（夢丸の父・羽子板職人） - 曾我廼家文童
- 三好多喜子（「花乃屋」仲居頭） - 菅井きん
- 安河内徳郎（弁護士会会長） - 石橋蓮司
- 鬼塚敏之（「花乃屋」常連客・工務店社長） - 春田純一
- 久我詩織（クラブ「ローズ」ママ） - 土屋貴子
- 熊子（クラブ「ローズ」ホステス） - スズキマリ
- 鑑識 - 山本和仁
- 相良啓一（相良響子の兄） - 遠矢武
- 藤森美奈子（相良啓一の婚約者） - 古賀道枝
- ホームレス - 神戸浩
- バーのママ - 満利江
- 藤井京子、山岸眞一、白山ゆり、香田なつき、仁菜あやか、今井喜美子

第2作「赤い折鶴殺人事件」（2006年）
- 雪乃（「杉野家」芸者・本名は喜多村冬美） - 櫻井淳子（幼少期：高瀬岬）
- 黒岩浩介（「帝都開発」専務） - 寺田農
- 永瀬謙太郎（「安曇建築デザイン」社長） - 永澤俊矢
- 高柳康彦（「高柳プランニング」建築デザイナー） - 近童弐吉
- 門馬久兵衛（弁護士） - 田口計
- 鈴木房江（湯河原の料亭の女将） - 水野久美
- 迫田征三（「アトリエ迫田」建築デザイナー） - 本田博太郎
- ぽん太（「花乃屋」元芸者・本名は安雲絹代） - 日下由美
- 踊りの先生 - 満利江
- 見番 - 河内隆志
- 喜多村（雪乃の再婚相手） - 吉田祐健
- 安曇達夫（建築デザイナー） - 四ノ宮亮平（幼少期：川村悠椰）
- 山田良隆、瀬口玲子、山本和仁

第3作「宵待草殺人事件」（2006年）
- 彦乃（「花乃屋」芸者） - 大路恵美（幼少期：飯塚萌木）
- 岡崎（墨田東警察署 警部） - 鈴木ヒロミツ
- 三上雅也（美術評論家） - 小鈴まさ記
- 一ノ瀬宏美（美大学芸員・三上の婚約） - 松沢有紗
- 三味線 - 満利江、山野亜紀
- 南雲孝太郎（帝都古美術協会の会長） - 有川博
- お葉（伊香保の料亭「生駒」芸者） - 坂上香織
- 小日向敬輔（彦乃の父・日本画家） - 中原丈雄
- 白鬚橋病院の医師 - 清水幹生
- 宗方邦夫（画家） - 頭師佳孝
- 大宮（媒酌人） - グラシアス小林
- 国松（榛名山美術館理事候補） - 坂口進也
- 夢二記念館の職員 - 佐藤亮太
- 美術評論家 - 江上真吾
- 鑑識 - 穴原辰宣
- ウエイター - 山本和仁
- 岡田啓壱、岩鬼安武、矢島美鶴、平崎晶子、長坂美香、渡部詩織、井上裕民子、藤井京子、古市真緒
- 環（伊香保の料亭「生駒」女将・彦乃の実母） - 多岐川裕美（15歳期：小林沙貴）

第4作「乱れ桜殺人事件」（2007年）
- 松代冨士子（松代流家元夫人） - 藤真利子
- 君蝶（京都の料亭「上七軒」芸者） - 姿晴香
- 千草（君蝶と家元の娘） - 前田亜季（幼少期：梅原真子）
- 白鳥葵（松代流門弟・数馬の恋人） - 濱田万葉
- 野崎（墨田中央警察署 警部） - でんでん
- 松代輝正（松代流13代目家元） - 青山良彦
- 「杉野屋」芸者 - 桐沢晶子
- 松代昭正（松代流理事長） - 篠塚勝
- 三上数馬（松代流幹部） - 竜川剛
- 中丸雅也（松代流幹部） - 大城英司
- 宮路雪江（松代流門弟） - 竹本聡子
- 柏木（代議士・松代流後援会会長） - 小沢象
- 村川（区議・松代流後援会副会長） - 浅見小四郎
- 井本（医師） - 牧村泉三郎
- ウエイトレス - 山本容子
- 上七軒の女将 - 星野美恵子
- フロント係 - 山本和仁
- 松代流後援会会員 - 三升家小勝
- 幇間 - 櫻川千代助
- 太鼓 - 三遊亭小円歌
- 三味線 - 田中ふゆ、満利江
- 地唄 - 西松布咏
- 眞野ゆりあ、平崎晶子

第5作「別れ舞殺人事件」（2008年）
- 廣川清乃（芸者・紫乃と喜八の娘） - 笛木優子
- 東家喜八（幇間・紫乃の元愛人） - 火野正平
- 美鈴（廣川の長女） - 原久美子
- 紫乃（清乃の母） - 芦川よしみ
- 廣川輝之（銘菓「ひろ川」の若旦那） - 井上純一
- 廣川貴子（輝之の妻） - 岩本千春
- 辰平（和菓子職人） - 江幡高志
- 徳子（置屋「かね松」女将） - 大和なでしこ
- 福富園子（廣川家の近所の住民） - 石井トミコ
- 廣川輝正（銘菓「ひろ川」先代） - 中田浩二
- 廣川加代（銘菓「ひろ川」専務） - 駒塚由衣
- 廣川茂一（加代の夫） - 伏見哲夫
- 岡田拓馬（清乃の恋人） - 篠原さとし
- 夏目礼子（税理士・輝之の元愛人） - 元井須美子
- 駒子（置き屋「山形屋」女将） - 小柳友貴美
- 山村（目撃者） - 片山重滝
- 三味線 - 田中ふゆ
- 太鼓 - 林家ぼたん
- 岡部（築地東警察署刑事・矢崎の部下） - 竜川剛
- 刑事（築地東署刑事・矢崎の部下） - 北川浩、山本和仁

第6作「加賀VS江戸友禅殺人事件」（2009年）
- 津上寿美花（料亭「花乃屋」元芸者） - 中山忍
- 一ノ瀬絹代（加賀友禅作家） - 秋本奈緒美
- 岡本京平（津上総太郎の弟子） - 鳥羽潤
- 米子（ツアー参加者） - 松金よね子
- 徳丸（元刑事） - ケーシー高峰
- 田村（墨田東警察署 警部） - 島田順司
- 園部（金沢中央警察署 刑事） - 中本賢
- 深町祐介（着物問屋） - 石田登星
- 山岡（江戸友禅会長） - 井上高志
- 相良（友禅作家） - 浅見小四郎
- 五十鈴（置き屋の女将） - 泉晶子
- 津上総太郎（津上寿美花の夫・江戸友禅作家） - 吉満涼太
- 南条春信（津上総太郎の父） - 黒沼弘己
- 三石卓郎（南条の弟子・美花の兄） - 石井揮之
- 刑事 - 竜川剛、山本和仁、高松潤
- 藏内秀樹、須部浩美、平手舞、住吉晃典、安河内理恵

## スタッフ
- 脚本 - 中岡京平、関本郁夫、峯尾基三
- 監督 - 関本郁夫、吉川一義
- 音楽 - 渡辺博也、吉川清之
- 方言指導 - 金子路代、浦山迅、能木場由紀子
- プロデューサー - 鶴間和夫、川渕豊喜、中川順平、八島賢、坂本洋子
- 制作 - テレビ東京、BSジャパン、C.A.L

## 放送日程
| 話数 | 放送日         | サブタイトル           | 脚本              | 監督     |
| ---- | -------------- | ---------------------- | ----------------- | -------- |
| 1    | 2005年11月02日 | 向島血文字殺人事件     | 中岡京平          | 関本郁夫 |
| 2    | 2006年05月03日 | 赤い折鶴殺人事件       | 中岡京平 関本郁夫 | 関本郁夫 |
| 3    | 2006年12月27日 | 宵待草殺人事件         | 峯尾基三          | 関本郁夫 |
| 4    | 2007年05月16日 | 乱れ桜殺人事件         | 峯尾基三          | 関本郁夫 |
| 5    | 2008年01月23日 | 別れ舞殺人事件         | 峯尾基三          | 吉川一義 |
| 6    | 2009年07月08日 | 加賀VS江戸友禅殺人事件 | 峯尾基三          | 吉川一義 |